# Eriocaulon beauverdii
Eriocaulon beauverdii är en gräsväxtart som beskrevs av Harold Norman Moldenke. Eriocaulon beauverdii ingår i släktet Eriocaulon och familjen Eriocaulaceae. Inga underarter finns listade i Catalogue of Life.